# Simhamudra

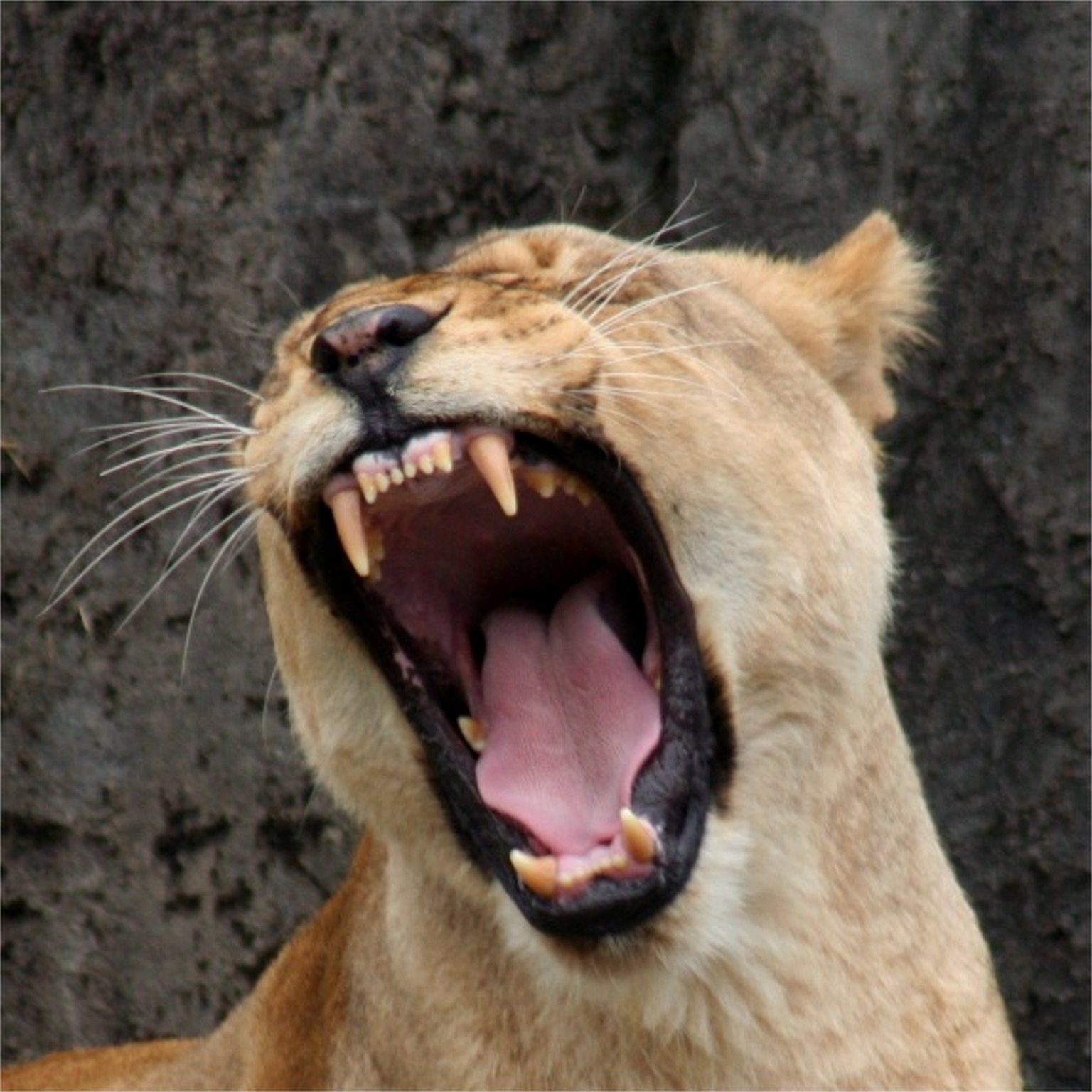
Questo mudrā richiama il ruggito di un leone con la bocca spalancata

Simhamudra o mudra del leone è un mudrā della disciplina yoga di natura psicofisica realizzato con la lingua. Deriva dal sanscrito "simha" che significa "leone" e "mudra" che significa "segno". È spesso associata alla āsana Simhasana ovvero la posizione del leone.

## Posizione
Il mudra viene realizzato allungando le braccia in avanti ed allargando le mani come se fossero le zampe artigliate di un leone. Inspirando si raccoglie l'aria profondamente con il naso, espirando si allarga la bocca al massimo, si porta fuori la lingua e si emette il suono "aaaah" facendo uscire l'aria come un ruggito.